# Mérida (municipi de Yucatán)
Mérida és un municipi de l'estat de Yucatán. Mérida és el cap de municipi i principal centre de població d'aquesta municipalitat. Aquest municipi és a la part nord-oest de l'estat de Yucatán. Limita al nord amb els municipis de Ucú, al sud amb Umán, a l'oest amb Kanasín i a l'est amb Abalá.